# غربة كوتشه (مقاطعة فومن)
غربة كوتشه (بالفارسية: گربه کوچه) هي قرية تقع في غيلان في إيران. يقدر عدد سكانها بـ 183 نسمة بحسب إحصاء 2016.